# 우마이야 왕조
우마이야 왕조(아랍어: بنو أمية)는 661년부터 750년까지 우마이야 칼리파국, 코르도바 토후국, 코르도바 칼리파국을 지배한 왕조이다. 우마이야 칼리파국이 멸망한 후에는 스페인의 코르도바 지역으로 이주해 코르도바 토후국을 형성하였으며, 이후 칼리파를 칭하며 코르도바 토후국이 코르도바 칼리파국으로 격상된 후에는 코르도바의 칼리파로써 코르도바 칼리파국을 지배하다 1031년 코르도바 칼리파국의 멸망과 함께 왕조가 단절되었다.

## 같이 보기
- 우마이야 모스크